# Неодијум
Неодијум (Nd, лат. neodymium) је хемијски елеменат из групе лантаноида са атомским бројем 60. Име је добио од грчких речи neos и didymos које спојене имају значење „нови близанац“. Неодијум је заступљен у Земљиној кори у количини од 38 ppm (енгл. parts per million). Најважнији минерали неодијума су: монацит  и 
У периодном систему налази се у групи лантаноида па се тако убраја у метале ретких земаља. Име овог елемента изводи се из грчких речи νέος (neos, нов) и δίδυμος (didymos, близанац) које спојене имају значење „нови близанац” (као близанаћ лантана). Најчешће се користи у облику легура неодијум-жељезо-бор за израду снажних сталних магнета.
Легуре неодимијума се користе за прављење неодимијумских магнета високе чврстоће, моћног трајног магнета. Ови магнети се широко користе у производима као што су микрофони, професионални звучници, слушалице, електрични мотори једносмерне струје високих перформанси и хард дискови рачунара, где је потребна мала маса (или запремина) магнета или јака магнетна поља. Већи неодимијумски магнети се користе у електромоторима са високим односом снаге и тежине (нпр. у хибридним аутомобилима) и генераторима (нпр. електрични генератори за авионе и ветротурбине).

## Историја
Године 1841, Карл Густав Мосандер је издвојио дотад непознату ретку земљу из лантан оксида коју је назвао дидим. Пер Теодор Клајв је 1874. године приметио да се код дидима заправо ради о два нова елемента. Пет година касније 1879. Лекок де Буабодран издвојио је самаријум из дидима, а који је добио издвајањем из минерала самарскита. Карл Ауер фон Велсбач 1885. године одвојио је празеодијум и неодијум, пошто су градили соли различитих боја. Чисти метални неодијум добијен је тек 1925. године.

## Особине

### Физичке
Сребрнасто-бели светли метал спада у групу лантаноида и метала ретких земаља. На ваздуху је нешто више отпоран на корозију у односу на метале попут еуропијума, лантана, церијума и празеодијум. Стајањем на ваздуху након неког времена на његовој површини врло лако се ствара љубичасто-розе слој оксида који може лако ољуштити.

### Хемијске
При високим температурама, неодијум сагорева градећи сесквиоксид . С водом реагује истискујући из ње водоник и градећи неодијум хидроксид Nd(OH)3. У реакцији с водоником прелази у хидрид NdH2. Поред основног оксидационог стања (валенције) +3, под посебним условима могу се јавити и оксидациона стања +2 i +4.

## Распрострањеност
Неодијум је у природи заступљен само у облику хемијских једињења, заједно са једињењима других лантаноида, односно минерала попут:
- монацита
- бастнесита
- мишметал садржи и до 18% неодијума.

Са око 97% укупне светске производње предњачи Кина. Међутим, експлоатација и производња овог метала у Кини довела је до значајних еколошких проблема. Према наводима из медија „при издвајању неодијума из ископаних руда настају врло штетни и отровни отпадни материјали, који између осталих испуштају радиоактивни уранијум и торијум током процеса прераде. Ови материјали делимично доспевају у подземне воде, контаминирају биљни и животињски свет, те тако представљају и опасност по здравље људи”. Осим Кине, значајне економски исплативе количине копају се и у Аустралији.

## Добијање
Као и код свих лантаноида, најпре се руда обогаћује путем флотације, а затим се метали преводе у њихова халогенидна једињења те се одвајају разним техникама као што су фракцијска кристализација, јонскоизмењивачка техника или екстракција.
Након детаљног и врло комплицираног одвајања пратилаца неодијума, његов оксид се може помоћу флуоридне киселине превести у неодијум(III) флуорид те се након тога редукује са калцијумом, чиме настаје метални неодијум и калцијум флуорид. Остаци калцијума и нечистоће могу се издвојити топљењем у вакууму.
{\displaystyle \mathrm {2\ NdF_{3}\ +\ 3\ Ca\ \longrightarrow \ 2\ Nd\ +\ 3\ CaF_{2}} }
Од 1984. овај поступак је у Кини замењен електролизом растопљене смеше неодијум-флуорида, неодијум-оксида и литијум флуорида. Та метода формално одговара поступку Хол-Хероултовог процеса, при којем се елементарни неодијум издваја на усправно постављеној волфрамовој катоди, а која је прстенасто окружена графитном анодом. Неодијум у растопљеној течној смјеси хвата се у кади сачињеној од молибдена, из које се даље излива у калупе. Свака од таквих електролитичких ћелија сматра се за једнокоморну ћелију електролизе. Међутим, о стварном броју и начину рада ћелија у Кини не постоје тачни ни поуздани подаци. Претпоставља се да се производња металног неодијума вероватно одвија по стандардизираном протоколу, без икаквих техничких мерења ни повратних информација. Такође се претпоставља да се ручно и неједнако додаје неодијум-оксид без контроле и повратних информација о напону у ћелији. При таквој производњи без сумње долази до неизбежних преоптерећења напона на аноди што доводи до огромних емисија стакленичких гасова у атмосферу, нарочито угљен тетрафлуорида и hексафлуороетана. Веома лако испарљиви перфлуорирани угљоводоници (CFC) не могу се филтрирати нити одвојити нити једним познатим поступком а након емисије у атмосферу остају врло дуго, при чему им је време трајања од десет до 50 хиљада година. Даљњи развој поступака електролизе којим се смањује емисија хлорофлуороугљеника при електрометалуршким процесима представља један од ограничавајућих фактора у америчкој индустрији.
Кинеска влада је најавила да ће увести строже мере заштите околине као и мере за спречавање нелегалног копања руде. Почетком јуна 2011. дошло је до усвајања првих законских одредби у том аспекту. Према извештајима америчког Финаншал тајмса државна фирма Baotou Steel Rare Earth има монопол над копањем и прерадом ретких земних метала у Кини. Око 35 лиценцираних фирми је затворено уз одштету, а других девет нелиценцираних ће ускоро бити затворено без одштете. У САД поновно је активиран рудник Маунтин Пас у Калифорнији, док је у Аустралији поновно у погону рудник Маунтин Велд. Ова ова рудника опремљена су системима за заштиту околине, прихватљивим од стране еколошких института. Ипак, такође постоје планови за комбиновану експлоатацију ретких земаља на Гренланду, при чему би отровни нуспроизводи могли доспети у море.
Светска годишња производња неодијума у 2012. процењена је на 21 хиљаду тона, од чега је око 91% дошло из Кине. Према подацима америчке агенције за геолошка истраживања (USGS) цена једног килограма неодијума у 2001. износила је испод 10 америчких долара. До 2010. цена је порасла на 80 УС$, а наредне 2011. године достигла је врхунац од 244 америчка долара по килограму. Након тога поновно је дошло до пада цена овог метала па је 2013. она износила око 65 америчких долара по килограму.

## Употреба
- Једињења неодијума, жељеза и бора користе се за прављење неких од најснажнијих познатих магнета. Такви магнети користе се за томографију магнетном резонанцом, микромоторе и

рачунарске тврде дискове (позиционирање главе за читање/писање), затим за роторе са сталним магнетима (нпр. серво-моторе), врло ефикасне стално побуђене синхроне машине (нпр. код неких типова ветротурбина, (око једне шестине целокупне производње неодијума) за покретање електро- и хибридних возила као и за погон макета и минијатурних модела. Осим тога, ови магнети се употребљавају и у линеарним моторима за позиционирање осовина (нпр. у ЦНЦ машинама), високовредним звучницима и слушалицама и слично. За разлику од магнета на бази самаријума и кобалта, неодијумеви магнети су знатно снажнији, скупљи али и много осетљивији на високу температуру.
- Соли неодијума користе се за бојење емајла, као и за бојење порцелана у плаву боју.
- Неодијум(III) оксид употребљава се за бојење стакла. Он даје изразито топле љубичасте до тамноцрвене и сиве нијансе. Такве врсте стакла имају оштре апсорпцијске траке те се користе у астрономији за калибрисање.
- Неодијум се користи и за избељивање стакла које садржи жељезо, као и за стакла која штите од ултраљубичастог зрачења (сунчане наочаре).
- Саставни је део широко распрострањених индустријских неодијум-YAG ласера.
- Баријум титанат допиран неодијум оксидом користи се у диелектричним кондензаторима.
- Због својих пирофорних особина користи се као легирајуће средство заједно с церијумом у упаљачима.
- За прављење катализоване полибутадиенске гуме (каучука (Nd-PBR)).